# Amiat
L'Amiat (acronimo di Azienda Multiservizi Igiene Ambientale Torino S.p.A) è una società per azioni che eroga i servizi d'igiene del suolo, di raccolta e smaltimento rifiuti per la città di Torino. Amiat gestisce inoltre impianti per il trattamento dei rifiuti ed offre servizi ambientali integrati per la clientela business pubblica e privata.

## Storia
La storia aziendale s'intreccia, lungo la seconda metà del secolo scorso, con le vicende della Città di Torino. Il servizio di raccolta, trasporto e smaltimento dei rifiuti urbani della città, gestito direttamente dal Comune dal 1963, viene affidato il 1º gennaio 1969 all'Azienda Municipale di Raccolta Rifiuti (AMRR), costituita per riorganizzare e ammodernare il servizio.
L'azienda acquisisce negli anni ulteriori competenze, con la progettazione e realizzazione di impianti per il trattamento e recupero dei rifiuti e la gestione di nuovi servizi quali la pulizia del Po e lo sgombero neve.
AMRR cambia il suo acronimo in Amiat nel 1990, diventando Azienda Multiservizi Igiene Ambientale Torino. Nel 1992 viene bandito il concorso per il nuovo logo aziendale, ancora oggi in uso, vinto dal grafico torinese Fulvio Bortolozzo, che ha anche curato le prime successive applicazioni dell'immagine coordinata: carte intestate, insegne, divise, ecc.
Amiat diventa successivamente Azienda Speciale del Comune nel 1997 e infine nel 2000 Società per Azioni.
Nel 2010, la Città di Torino porta al 100% la propria partecipazione azionaria, acquisendo il completo controllo della società: Amiat diventa quindi “Società per azioni con socio unico”.
Nel 2011, la Città di Torino conferisce il 100% delle quote Amiat (89.700 azioni) alla Finanziaria Città di Torino Holding Srl. Quest'ultima, di proprietà al 100% della Città di Torino, ha lo scopo di attuare un'azione amministrativa coordinata per organizzare le società comunali partecipate con criteri di economicità ed efficienza.
La Finanziaria Città di Torino Holding Srl cede mediante gara pubblica il 49% delle quote Amiat nel dicembre 2012. Queste ultime vengono acquisite da Amiat V. SpA, un veicolo societario composto da Iren SpA, Iren Emilia SpA e Acea Pinerolese Industriale SpA, società attive in campo energetico ed ambientale. Nel dicembre 2014 F.C.T. Holding Srl cede un'ulteriore quota del 31% ad Amiat V. SpA, che conseguentemente assume il controllo di AMIAT.

## Profilo societario

### Dati societari
Ragione sociale: Amiat S.p.A.

Sede Legale: via Germagnano, 50 – 10156 Torino

Sede direzionale e amministrativa: via Giordano Bruno, 25 – 10134 Torino

Partita Iva e Codice Fiscale: 07309150014

Capitale Sociale: 26.339.460 euro

### Dati economici e finanziari (dati 2011)
Amiat ha chiuso il 2011 con un fatturato di oltre 198 milioni di euro e un utile netto di quasi 3 milioni di euro. Il margine operativo lordo è stato pari a circa 27,5 milioni di euro.

### Società partecipate (dati 2011)
- Amiat TBD Srl Unipersonale – Torino -100,00%
- Ecosider SA – Santiago (Cile) – 39,55%
- NOS SpA – Torino – 15,00%
- Environment Park SpA – Torino – 7,41%
- MARTE ENERGIA Srl – Settimo Torinese – 12,50%
- ITALEKO AD – Sofia (Bulgaria) – 10,00%
- CIDIU SpA – Collegno – 4,92%
- Consorzio Italiano Compostatori – Bologna – 5 quote